# Jac Cleeren
Jacques (Jac) Cleeren (19 november 1947) is een Nederlands voormalig voetballer die uitkwam voor Telstar en SBV Vitesse. Hij speelde als aanvaller.

## Carrièrestatistieken
| Seizoen         | Club                | Land            | Competitie       | Competitie | Competitie | Beker | Beker | Internationaal | Internationaal | Overig | Overig | Totaal | Totaal |
| Seizoen         | Club                | Land            | Competitie       | Wed.       | Dlp.       | Wed.  | Dlp.  | Wed.           | Dlp.           | Wed.   | Dlp.   | Wed.   | Dlp.   |
| --------------- | ------------------- | --------------- | ---------------- | ---------- | ---------- | ----- | ----- | -------------- | -------------- | ------ | ------ | ------ | ------ |
| 1962/63         | IJ.V.V. Stormvogels | Nederland       | Tweede divisie A | –          | 0          | 1     | 1     | 0              | 0              | –      | –      | 1      | 1      |
| 1963/64         | Telstar             | Nederland       | Eerste divisie   | –          | –          | –     | 0     | 0              | 0              | –      | –      | –      | –      |
| 1964/65         | Telstar             | Nederland       | Eredivisie       | –          | –          | –     | 0     | 0              | 0              | –      | –      | –      | –      |
| 1965/66         | Telstar             | Nederland       | Eredivisie       | –          | –          | –     | 0     | 0              | 0              | –      | –      | –      | –      |
| 1966/67         | Telstar             | Nederland       | Eredivisie       | –          | 5          | –     | 1     | 0              | 0              | –      | –      | –      | 6      |
| 1967/68         | Telstar             | Nederland       | Eredivisie       | –          | 0          | –     | 0     | 0              | 0              | –      | –      | –      | 0      |
| 1968/69         | SBV Vitesse         | Nederland       | Eerste divisie   | 12         | 6          | 3     | 0     | 0              | 0              | –      | –      | 15     | 6      |
| 1969/70         | SBV Vitesse         | Nederland       | Eerste divisie   | 11         | 5          | 1     | 0     | 0              | 0              | –      | –      | 12     | 5      |
| 1970/71         | SBV Vitesse         | Nederland       | Eerste divisie   | 11         | 4          | 2     | 0     | 0              | 0              | –      | –      | 13     | 4      |
| Carrière totaal | Carrière totaal     | Carrière totaal | Carrière totaal  | 34         | 20         | 7     | 2     | 0              | 0              | –      | –      | 41     | 22     |

## Interlandcarrière

### Nederland onder 19
Op 7 april 1965 debuteerde Cleeren voor Nederland –19 in een vriendschappelijke wedstrijd tegen België –19 (0 – 2).
| Interlands van Jac Cleeren | Interlands van Jac Cleeren | Interlands van Jac Cleeren | Interlands van Jac Cleeren | Interlands van Jac Cleeren | Interlands van Jac Cleeren |
| №                          | Datum                      | Wedstrijd                  | Uitslag                    | Soort Wedstrijd            | Doelpunten                 |
| Als speler bij Telstar     | Als speler bij Telstar     | Als speler bij Telstar     | Als speler bij Telstar     | Als speler bij Telstar     | Als speler bij Telstar     |
| -------------------------- | -------------------------- | -------------------------- | -------------------------- | -------------------------- | -------------------------- |
| 1.                         | 7 april 1965               | België – Nederland         | 1 – 4                      | Vriendschappelijk          | 0                          |
| 2.                         | 15 april 1965              | Turkije – Nederland        | 2 – 3                      | Vriendschappelijk          | 1                          |